# Mednogorski

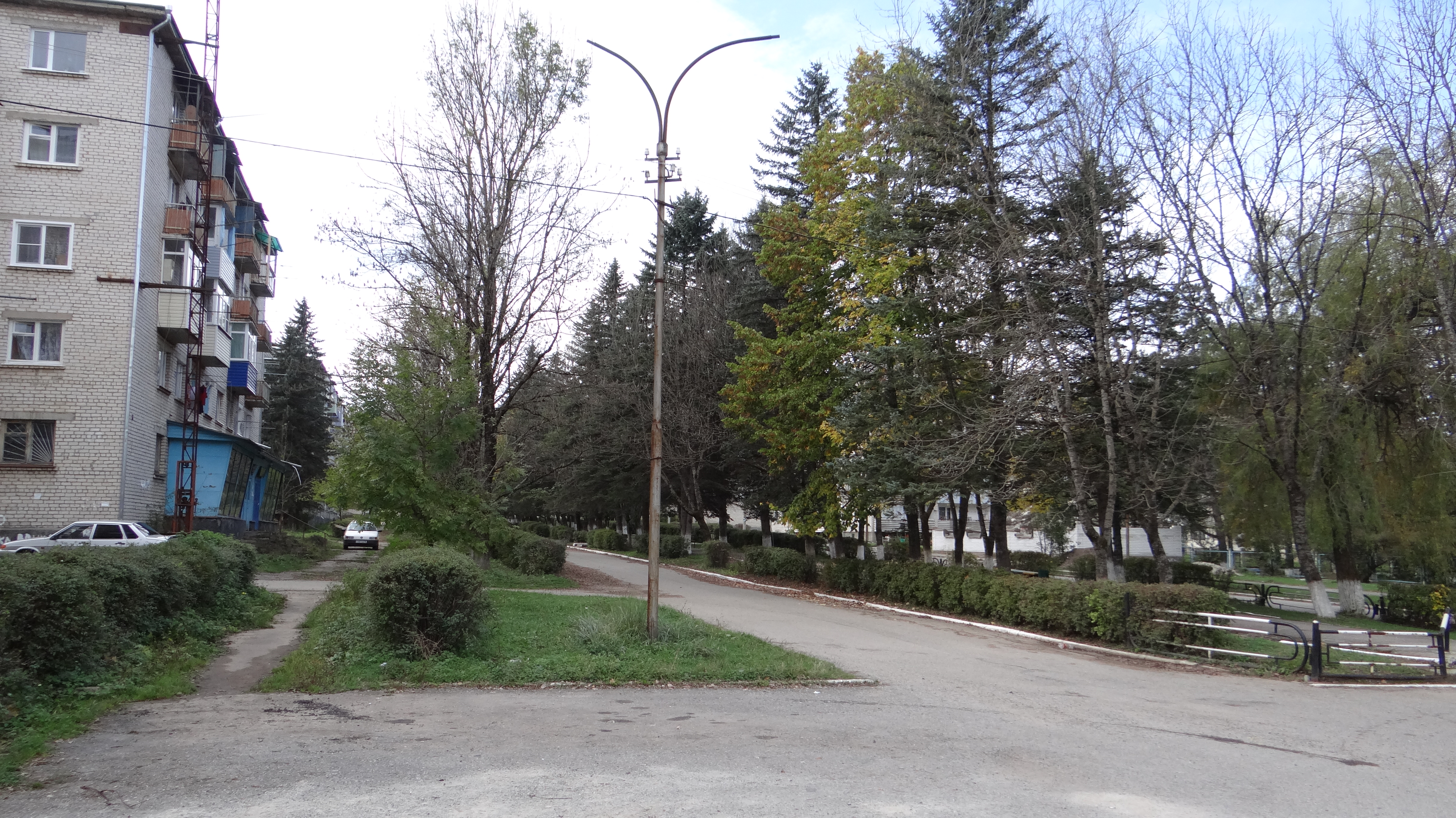

Mednogorski (del ruso: Медного́рский) es un asentamiento de tipo urbano del raión de Urup de la república de Karacháyevo-Cherkesia, en el sur de Rusia. Está situado en la orilla derecha del río Urup, 3 km al sur de Pregradnaya y 77 km al suroeste de Cherkesk, la capital de la república. Tenía una población de 4 131 habitantes en 2010.

## Historia
Fue fundado en 1961 como asentamiento del complejo minero de Urupski con el nombre de Mednourupski. En  1981 recibió el estatus de asentamiento de tipo urbano.

## Educación y cultura
La localidad cuenta con dos escuelas de enseñanza media, una guadería, una escuela musical para niños, una filial del Instituto Técnico Energético de Karacháyevo-Cherkesia. Se hallan asimismo en Mednogorski una casa de cultura y un monumento homenaje a los caídos en la gran Guerra Patria.

## Economía
La principal empresa de la localidad es ZAO "Urupski GOK" (ЗАО «Урупский ГОК»), filial de la Empresa Minero-Metalúrgica de los Urales.